# گویش‌های لری
گویش‌های لری به سلسله گویش‌های زبان لری گفته می‌شود که میان قوم لر رواج دارد. به عقیده برخی گویش‌های زبان لری به طور کلی به سه دسته لری شمالی (فیلی، ثلاثی) ، لری بختیاری، لری جنوبی (بویر احمدی، بهمئی، ممسنی، لیراوی و ...)  تقسیم می‌شود. دانشنامه بریتانیکا بیان می‌کند لرها به دو زبان لری و لکی سخن می گویند.

## گویش های زبان لری
■لری شمالی (مینجایی)
●لهجه های گویش فیلی
۱.لری خرم آبادی
۲.لری بالاگریوه‌ای
۳.لری چگنی
۶.لری شوهانی
۷.لری طرحانی
۸.لری هندمینی
۹.لری دهلرانی
●لهجه های گویش ثلاثی
۱.لری شازندی
۲.لری ملایری
۳.لری بروجردی
۴.لری تویسرکانی
۵.لری سیلاخوری 
۶.لری نهاوندی 
■لری بختیاری (لری مرکزی)
۱.لری رامهرمزی
۲.لری گاپله ایی
■لری جنوبی (لری دومنی)
۱.لری بویراحمدی
۲.لری بهمئی
۳.لری شولی
۴.لری ممسنی
۵.لری حیات داوودی
۶.لری کامفیروزی
۷.لری لیراوی
۸.لری لایزنگانی
●لهجه های لری لیراوی
۱.لری دشتستانی
۲.لری هندیونی (هندیجانی) 
۳.لری ماچولی (ماهشهری)
۴.لری دیلمی 

## لری شمالی
لُری شمالی یا لُری مینجایی (به لری: لۊری شومالی/لۊری فاٛیلی) نام شاخه‌ای از زبان لری است. دانشنامه ایرانیکا و اتنولوگ زبان لری را به دو شاخه لری شمالی و جنوبی تقسیم کرده‌اند و فهرست لینگوییست زبان لری را به سه دسته شمالی، بختیاری و جنوبی دسته‌بندی کرده‌است.گویش های لری شمالی را می‌توان به سه دسته کلی فیلی، ثلاثی و لکی (مورد اختلاف) دسته بندی کرد.
●لهجه های گویش لری فیلی

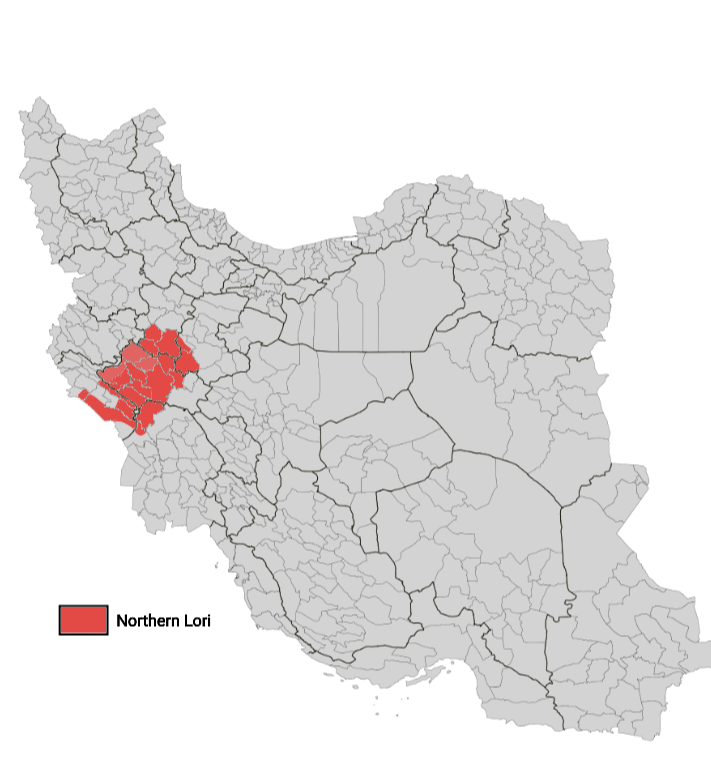
پراکندگی گویش لری شمالی

۱.لری خرم آبادی از گویش های زبان لری رایج در شهرستان خرم آباد است. اکثریت مردم ایلات و طوایف خرم آباد به آن سخن می گویند. این گویش نزدیک ترین گویش زبان لری به پهلوی جنوبی است.
۲.لری بالاگِریوِه‌ای یکی از گویش‌های لری در جنوب غرب استان لرستان است. بیشترین گویشوران این گویش زبان لری از ایل بالاگریوه ساکن در پلدختر، اندیمشک، جنوب خرم‌آباد، دورود، ازنا، شوش، دره شهر، کوهدشت،آبدانان، دهلران و… ساکن می‌باشند.
۳.لری چگنی یا چِگِنیونه یکی از گویش های زبان لری در استان لرستان می‌باشد. مردم شهرستان چگنی  ساکن در استان لرستان به این گویش سخن می گویند.
۴.لری سیلاخوری از دسته گویش‌های زبان لری است. این لهجه در روستا های شهرستان‌های دورود(خود شهر) و بروجرد و اشترینان و شرق استان لرستان رایج می‌باشد و از زیر گویش‌های لری شمالی به شمار می‌رود که از لری بختیاری نیز تاثیراتی پذیرفته است. لازم به ذکر است که گویش سیلاخوری جزو زبان های لری شمالی یا لری مینجایی طبقه بندی می‌شود. لغات اصیل لری در دل این گویش آنچنان فراوان و مفهومی است که در فارسی معادلی ندارد و برای رساندن معنی آنها باید تعریف کرد و گاهیً جملات زیادی به کار برد
۵.لری گاپله‌ای درواقع آمیزه ایی از گویش لری بختیاری و لری ثلاثی است که بیشتر مردم شمال ازنا و جنوب خمین به آن سخن می گویند.
۶.لری شوهانی از گویش های زبان لری و رایج در جنوب شهرستان مهران است.
۷.لری دهلرانی یکی از گویش های زبان لری است که اکثریت مردم شهرستان دهلران به آن سخن می گویند
۸.لری هندمینی یکی از گویش های لری در استان ایلام است که مردم بخش هندمینی به آن سخن می گویند.
۹.گویش لری نهاوندی گویش مردم نهاوند است.فهرست لینگوییست و اتنولوگ گویش لری نهاوند را گویشی از لری شمالی و ایرانیکا منطقه نهاوند را یکی از مراکز مهم گویشوران لری شمالی می‌داند.

●لهجه های گویش لری ثلاثی
۱.لری شازندی یکی از گویش های لری شمالی در شهرستان شازند استان مرکزی که بیشتر مردم این شهرستان بدان سخن می گویند.این گویش ترکیبی از لری ملایری و بروجردی است.
۲.گویش لری ملایری یکی از گویش های لری شمالی رایج در استان همدان است،که اکثریت مردم شهرستان ملایر به آن سخن می گویند.
۳.گویش لری بروجردی یکی از گویش‌های لری شمالی به ویژه در شمال شرقی استان لرستان و شهرستان بروجرد است.این گویش به طور گسترده در شهرستان شازندو در برخی از روستاهای شهرستان‌های ملایر و دورود رایج است.
۴گویش لری تویسرکانی از گویش‌های زبان لری در استان همدان است که بیشتر مردم شهر تویسرکان و سایر مناطق  شهرستان تویسرکان بدان تکلم می‌کنند.علی حصوری این گویش را از گویش های زبان لری معرفی می‌کند.استانداری استان همدان از این گویش را لری تویسرکانی همانند ملایری و بروجردی ذکر می‌کند.خبرگزاری تویسرکان گویش تویسرکانی را از گویش های زبان لری معرفی می‌کند.
استان چهارمحال و بختیاری: گویش لری بختیاری در اکثریت غالب ۷۵ درصدی استان بجز برخی مناطق شمال شرقی سخن گفته می‌شود.
| شهرستان  | جمعیت   |
| -------- | ------- |
| شهرکرد   | ۱۷۸،۵۶۰ |
| لردگان   | ۱۲۲٬۹۳۰ |
| فارسان   | ۹۵٬۲۸۶  |
| اردل     | ۶۸٬۷۱۴  |
| خانمیرزا | ۵۳٬۷۲۸  |
| کوهرنگ   | ۵۱٬۵۳۵  |
| کیار     | ۵۰٬۹۷۶  |
| بروجن    | ۴۹،۱۶۰  |
| فلارد    | ۳۳٬۰۲۳  |
| فرخشهر   | ۵،۵۰۰   |
| بن       | ۵،۰۶۷   |
| سامان    | ۳،۴۷۰   |

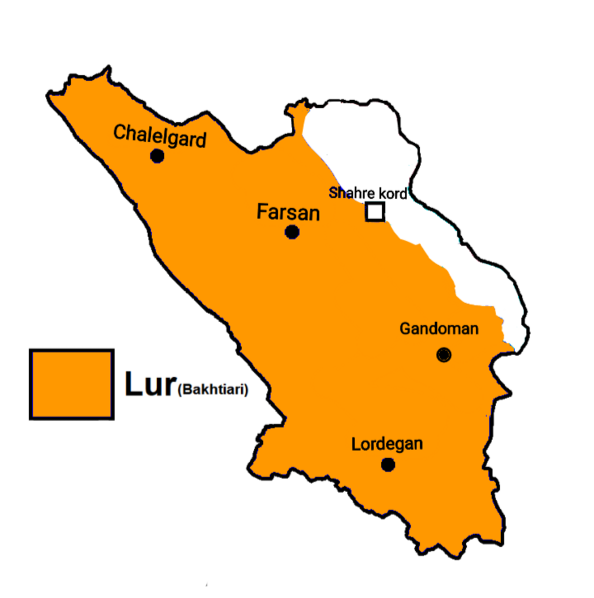
پراکنش گویش لری بختیاری در استان چهارمحال و بختیاری

استان خوزستان: لرهای بختیاری به همراه عربهاپرجمعیت ترین اقوام خوزستان می باشند. ایرانیکا، گویش بختیاری بیشتر در نواحی شرقی کوهستانی تا نواحی پست مرکزی سخن گفته می‌شود.گویش بختیاری از جنوب شهرستان  آغاجاری شروع شده و با در بر گرفتن شهرستان های امیدیه، رامهرمز، هفتکل، باغملک، دزپارت، ایذه، اندیکا، مسجدسلیمان، شوشتر، لالی، دزفول پایان می یابد.افزون بر این جمعیت گویشوران لری بختیاری بخش بزرگی از جمعیت شهرهایآبادان، شوش و اهواز را تشکیل می دهند.

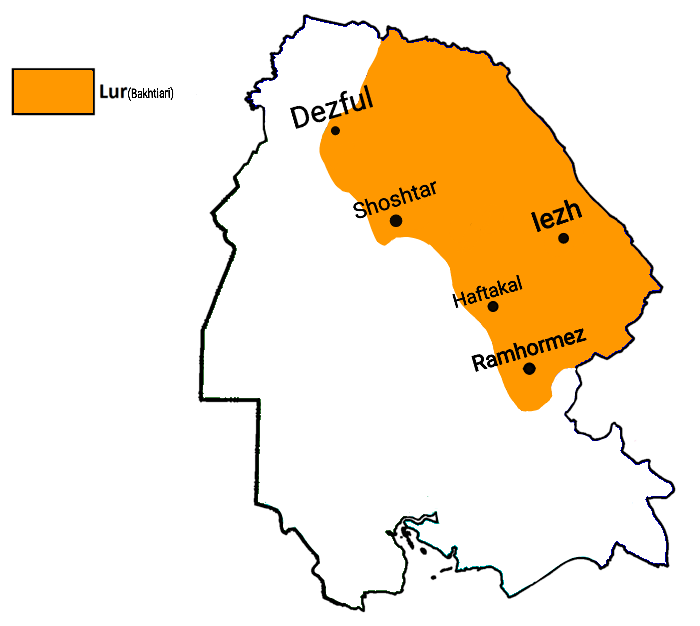
پراکنش گویش لری بختیاری در استان خوزستان

استان لرستان: گویشوران لری بختیاری در اکثریت شهرستان های الیگودرز و ازنا و بخش بزرگی از شهرستان دورود زندگی می کنند.علاوه بر این  شهر خرم آباد دارای اقلیتی از لرهای بختیاری است.

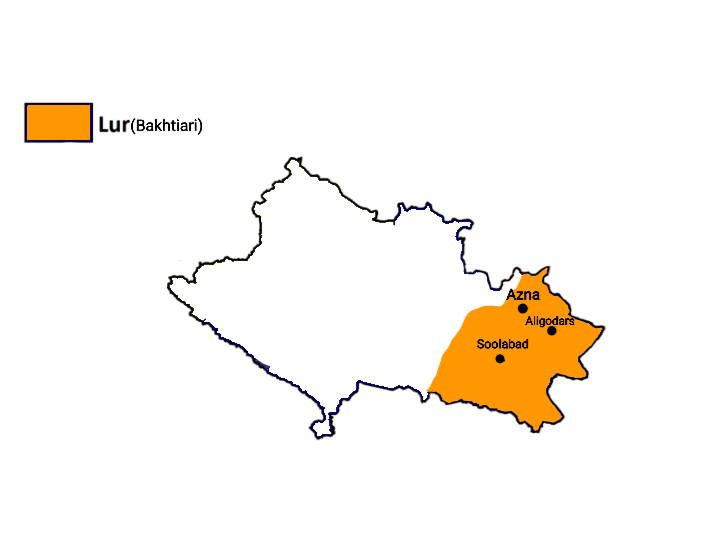
پراکنش گویش لری بختیاری در استان لرستان

استان اصفهان: لرهای بختیاری‌ از دیر باز در استان اصفهان ساکن بوده‌اند. بر اساس برآوردهای رسمی در سال ۱۳۸۹ بختیاری‌ها حدود ۸ درصد جمعیت اصفهان را تشکیل می‌دادند بر اساس رشد مهاجرت بالا از خوزستان و چهارمحال و بختیاری مسئولان اصفهان جمعیت بختیاری‌های اصفهان را بیشتر ۲۰٪ تخمین می‌زنند که بیشتر در شهرهای شاهین شهر؛ فولادشهر، اصفهان و بهارستان،مبارکه،خمینی شهر،بهارستان ساکن هستند. به عنوان مثال، در دورهٔ آماری ۱۳۸۵–۱۳۹۰، ۵۶٫۶ درصد مهاجرانی که استان چهارمحال و بختیاری را ترک کرده‌اند، مقصدشان استان اصفهان بوده است.همچنین بختیاری ها به صورت سنتی در شهرستان های سمیرم،چادگان،فریدن،فریدون شهر،بوئین و میاندشت زندگی می کنند.

### جمعیت
برخی منابع میزان جمعیت لرهای بختیاری‌ را در کل کشور حدود ۲ الی ۴ میلیون نفر تخمین می‌زنند.برخی منابع دیگر جمعیت ایل بختیاری را ۴ ميليون نفر تخمین زده اند.در کتاب بختیاریکا جمعیت بختیاری های تک زبانه را ۲ میلیون تخمین زده شده است و جمعیت بختیاری های دو زبانه به علاوه آنهایی که زبان مادری خودش را فراموش کرده اند را نزدیک ۲ میلیون نفر تخمین زده است.

## لری جنوبی
لری جنوبی نام سلسله از گویش های زبان لری است. دانشنامه ایرانیکا،  فهرست لینگوییست و اتنولوگ لری با تفاوت‌های کم و بیش از هم سخن گفته می‌شوند. دانشنامه ایرانیکا گویش لری را به دو دسته کلی لری شمالی و لری جنوبی تقسیم کرده‌ است.
۱.لری بویراحمدی
۳.لری لیراوی
۲.لری بهمئی
۳.لری شولی
۴.لری ممسنی
۵.لری حیات داوودی
۶.گویش لری کامفیروزی متعلق به شاخه زبان های ایرانی جنوب غربی است و ساخت دستوری و واژگانی این گویش نشان می‌دهد که از پارسی میانه (پهلوی ساسانی) که خود دنباله پارسی باستان است، منشعب شده است. کامفیروز یکی از مناطق وسیع شهرستان مرودشت در استان فارس است.
۷.گویش لری دشتستانی (لری لیراوی) یکی از گویش های لری جنوبی رایج در جنوب ایران است. که مردم شهرستان دشتستان در استان بوشهر بدان گفتگو می‌کنند.در کتاب سیری در گویش دشتستانی آمده مردم شهرستان های دشتستان  به زبان لری سخن می گویند.
۸.گویش لری هندیجانی (لری لیراوی) از گویش های لری جنوبی رایج در استان خوزستان است که اکثریت قریب به اتفاق مردم شهرستان هندیجان به آن تکلم می کنند. از نظر رده شناسی، گویش هندیجانی گویشی متعلق به خانواده زبان های ایرانی نو غربی می‌باشد و از زیر گویش های زبان لری می‌باشد.
۹.لری ماهشهری (لری لیراوی) یکی از گویش های رایج در استان خوزستان است که اکثریت قریب به اتفاق مردم شهر ماهشهر به آن تکلم می کنند. گویش ماهشهری به لحاظ رده شناختی در زمره گروه زبانهای ایرانی نو غربی و از شاخه جنوب غربی است و به دلیل وجوه اشتراک فراوانی که با گویش های لری دارد یکی از گونه های آن به شمار می آید.
۱۰.گویش لری دیلمی(لری لیراوی) یکی از گویش های لری جنوبی از شاخه گویش های لری لیراوی است،که اکثریت مردم شهرستان دیلم به آن تکلم می‌کنند قابل به ذکر است این گویش به لری بختیاری و ممسنی بسیار نزدیک است.

### پراکندگی لری جنوبی
لری جنوبی در پنج استان به طور عمده تکلم می‌شود:
1. کهگیلویه و بویراحمد: تمام استان
2. خوزستان: بهبهان،[۷۸] امیدیه، رامهرمز، باغ ملک، هفتکل، صیدون، هندیجان، ماهشهر، رامشیر، آغاجاری، اهواز
3. فارس: ممسنی، فراشبند، رستم، سپیدان، بیضا،کوهچنار، کامفیروز شمالی، کامفیروز جنوبی، گله دار، سده، کازرون، اقلید، آباده، مرودشت، شیراز،فیروزآباد، کوار، آباده طشک
4. بوشهر: دیلم، گناوه، دشتستان، تنگستان، دهستان انگالی، جم و بوشهر
5. اصفهان: پادنا، پادنا علیا و حنا